# Aleksandra Ekster
Aleksandra Aleksándrovna Ekster (en ruso: Александра Александровна Экстер, en ucraniano: Олександра Олександрівна Екстер; 18 de enero de 1882 – 17 de marzo de 1949), también conocida como Alexandra Exter, fue una artista ucraniano-rusa pintora y diseñadora vinculada al cubofuturismo, suprematismo y constructivismo que vivió entre Kiev, San Petersburgo, Moscú, Viena y París.

## Biografía

### Infancia
Nació como Aleksandra Aleksándrovna Grigoróvich en Białystok, en la gobernación de Grodno del Imperio ruso (hoy en Polonia) en el seno de una rica familia bielorrusa. Su padre, Aleksandr Grigoróvich, fue un rico hombre de negocios bielorruso y su madre era griega. La joven Aleksandra recibió una excelente educación privada, estudiando idiomas, música, arte, y recibiendo clases privadas de dibujo. Pronto sus padres se trasladaron a Kiev, y Asya, como la llamaban sus amigos, acudió al gymnasium Santa Olga de Kiev y la Escuela de arte de Kiev, donde estudió con Aristarj Lentúlov, Oleksandr Bogomázov, Oleksandr Arjípenko o Mykola Pymonenko. Aleksandra se graduó en la Escuela de arte de Kiev, en pintura, en el año 1906.

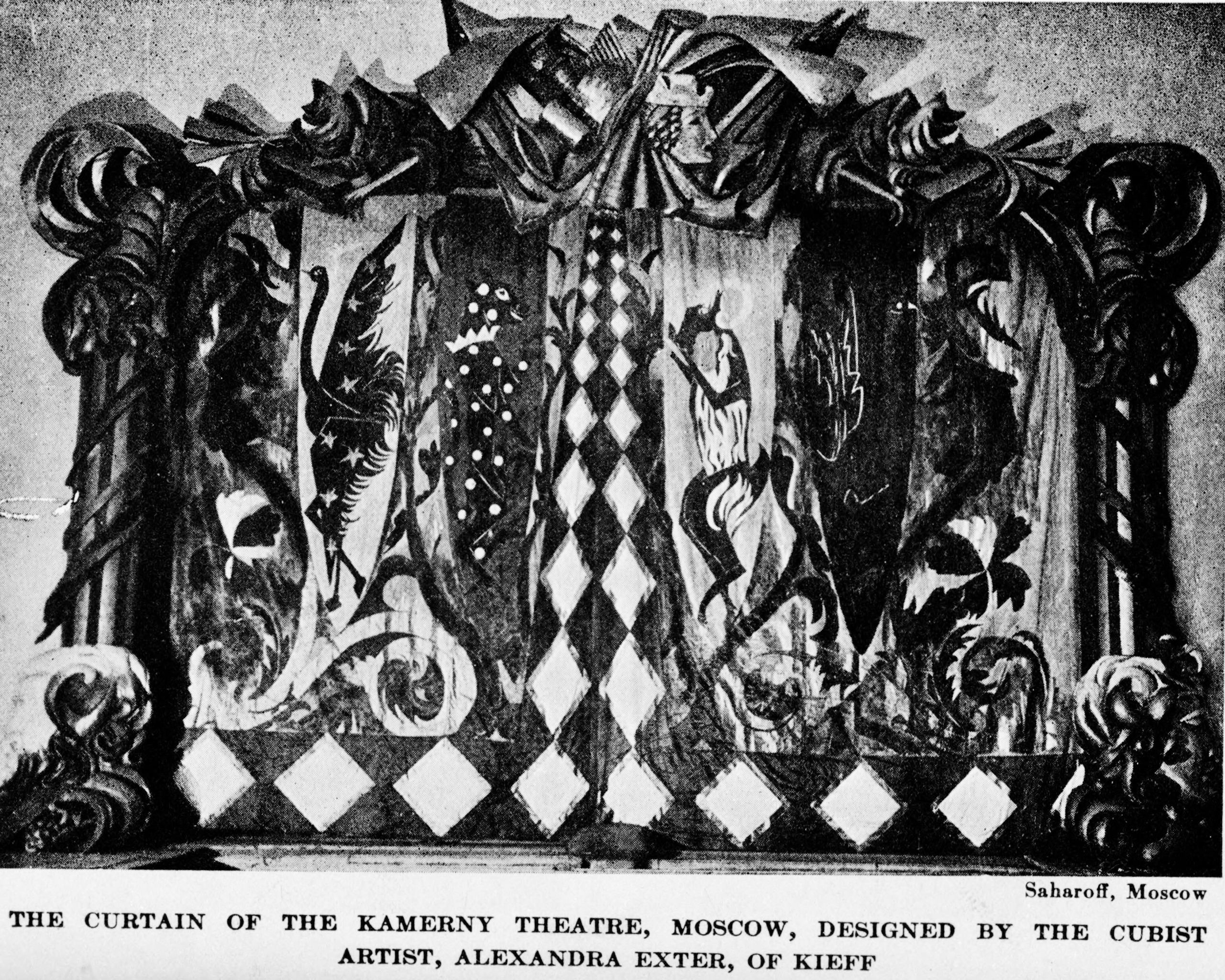
Telón teatral diseñado por Ekster.

### Matrimonio
En 1908, Aleksandra Grigoróvich se casó con un próspero abogado de Kiev, Nikolái Evguényevich Ekster, perteneciente a la élite cultural e intelectual de Kiev. Pasó varios meses con su esposo en París, y allí acudió a la Académie de la Grande Chaumière en Montparnasse. Desde 1908 hasta 1924, vivió intermitentemente en Kiev, San Petersburgo, Odesa, París, Roma y Moscú.

### Kiev
Su estudio de pintura en el ático de la calle Fundukléievskaya número 27, hoy la calle de Bogdán Jmelnitski, era punto de reunión de la élite intelectual de Kiev. Allí trabajaron futuros artistas decorativos como Vadim Meller, Anatole Petritski y Pável Chélishchev. Poetas y escritores la visitaban, entre ellos Anna Ajmátova, Ilyá Ehrenburg, y Ósip Mandelshtam, bailarines como Bronislava Nijinska y Elsa Kruger, artistas como Oleksandr Bogomázov, Vladímir Baránov-Rossine, y estudiantes, como Grigori Kózintsev, Serguéi Yutkévich, y Alekséi Kápler entre muchos otros. En 1908, participó en una exposición junto con miembros del grupo Zvenó (Eslabón) organizado por David Burliuk, Vladímir Burliuk y otros en Kiev.

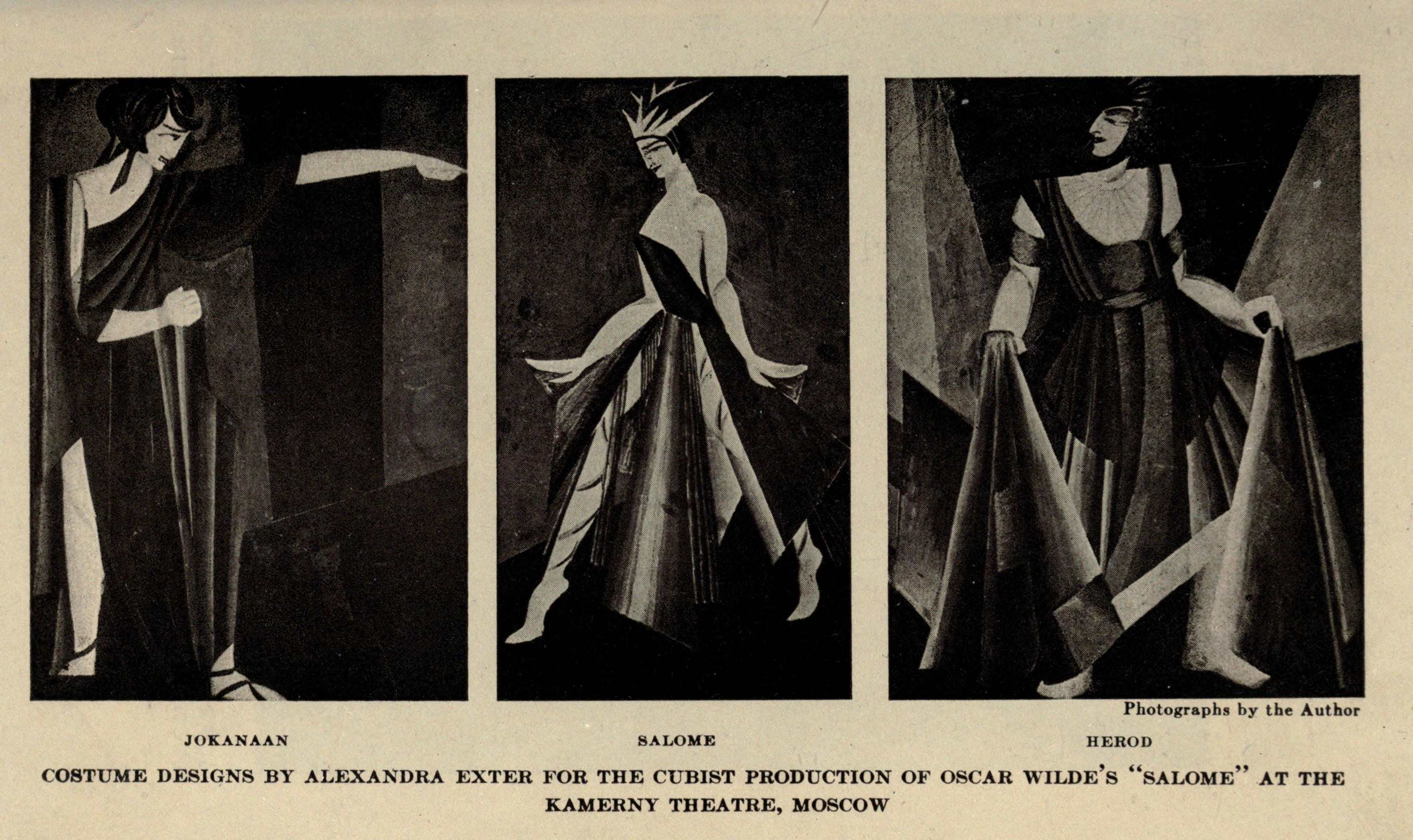
Vestuario diseñado por Ekster para Salomé de Oscar Wilde en el Teatro de Cámara. 1922.

### París
En París, Ekster fue amiga personal de Pablo Picasso y Georges Braque, quienes le presentaron a Gertrude Stein.
Expuso seis obras en el Salón de la Section d'Or, Galerie La Boétie, París, en octubre de 1912, con Jean Metzinger, Albert Gleizes, Marcel Duchamp y otros.
En 1914, Ekster participó en las exposiciones del Salon des Indépendants en París, junto con Kazimir Malévich, Oleksandr Arjípenko, Vadim Meller, Sonia Delaunay-Terk y otros artistas, rusos y franceses. En ese mismo año participó con los "rusos" Arjípenko, Nikolái Kulbín y Rózanova en la Exposición Futurista Internacional en Roma. En 1915, se unió al grupo de artistas de vanguardia Supremus. Su amigo la presentó al poeta Apollinaire, quien la llevó al taller de Picasso. Según Alisa Koonen, actriz del Teatro de Cámara de Moscú dirigido por Aleksandr Taírov, "En el hogar parisino [de Ekster] había una conspicua y peculiar combinación de cultura europea con vida ucraniana. En las paredes entre pinturas de Picasso y Braque había bordados ucranianos; sobre el suelo, una alfombra ucraniana, en la mesa servían con ollas de barro, coloridos platos de mayólica de bollos rellenos".

### Rusa

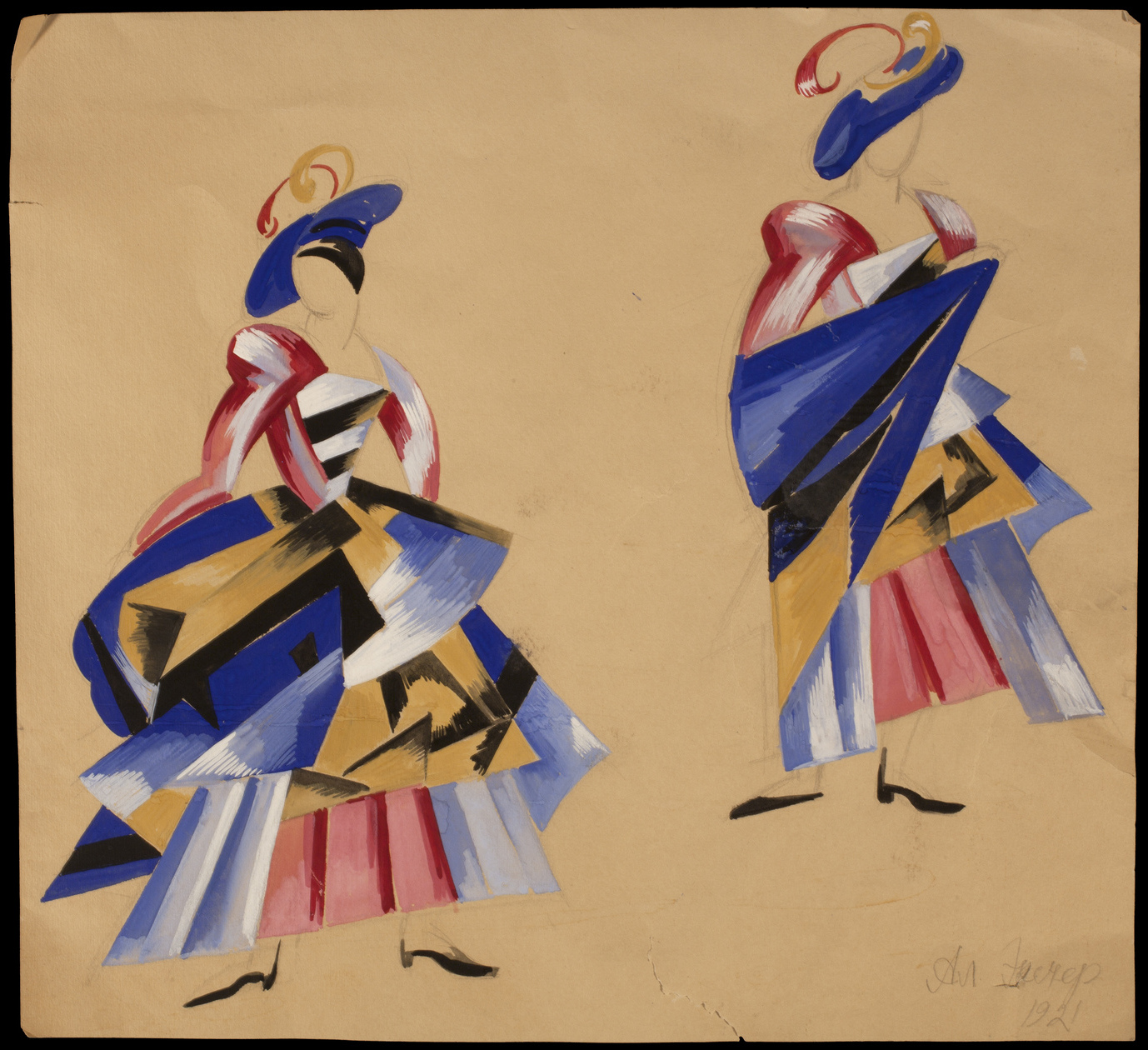
Diseño de vestuario para Romeo y Julieta en el Teatro de Cámara. 1921. Centro M. T. Abraham de Artes Visuales.

Bajo el paraguas de la vanguardia, Ekster destaca como pintora suprematista y constructivista así como una enorme influencia en el movimiento art déco.
Aunque no estaba limitada a un solo movimiento artístico en particular, Ekster fue una de las mujeres de vanguardia que más experimentó. Ekster bebió de muchas fuentes para desarrollar su estilo original. En 1915–1916 trabajó en las cooperativas artesanas campesinas en los pueblos de Skoptsý y Vérbovka junto con Kazimir Malévich, Yevguenia Pribýlskaya, Natalia Davýdova, Nina Genke, Liubov Popova, Iván Puni, Olga Rózanova, Nadezhda Udaltsova y otros. Más tarde, Ekster fundó un taller de enseñanza y producción (MDI) en Kiev (1918–1920). Allí trabajaron Vadim Meller, Anatole Petrytski, Kliment Redko, Chélishchev, Nisson Shifrín, y Nikritin. También durante este período fue una de las principales diseñadores escénicas del Teatro de Cámara de Aleksandr Taírov.
En 1919, junto con los otros artistas de vanguardia Kliment Redko y Nina Genke-Meller, decoró las calles y las plazas de Kiev y Odesa en estilo abstracto para las Festividades de la Revolución. Trabajó con Vadim Meller como diseñadora de vestuario en un estudio de ballet para el bailarín Bronislava Nijinska.
En 1921, se convirtió en directora del curso elemental Color de los Talleres de Enseñanza Superior del Arte y de la Técnica, Vjutemás, en Moscú, un cargo que mantuvo hasta 1924. Su obra se expuso junto con la de otros artistas constructivistas en la exposición 5x5=25 celebrada en Moscú en 1921.
En línea con su ecléctico estilo de vida de vanguardia, las primeras pinturas de Ekster influyeron poderosamente en su diseño de vestuario así como en sus ilustraciones de libros, sobre las que se habla poco. Todas las obras de Ekster, sin importar el medio, se adhieren a su distintivo estilo. Sus obras son vibrantes, juguetonas, dramáticas y teatrales en su composición, tema y color. Ekster constantemente permaneció fiel a su estética compositiva en todos los medios. Más aún, cada medio sólo subrayaba e influía su obra en los otros medios.

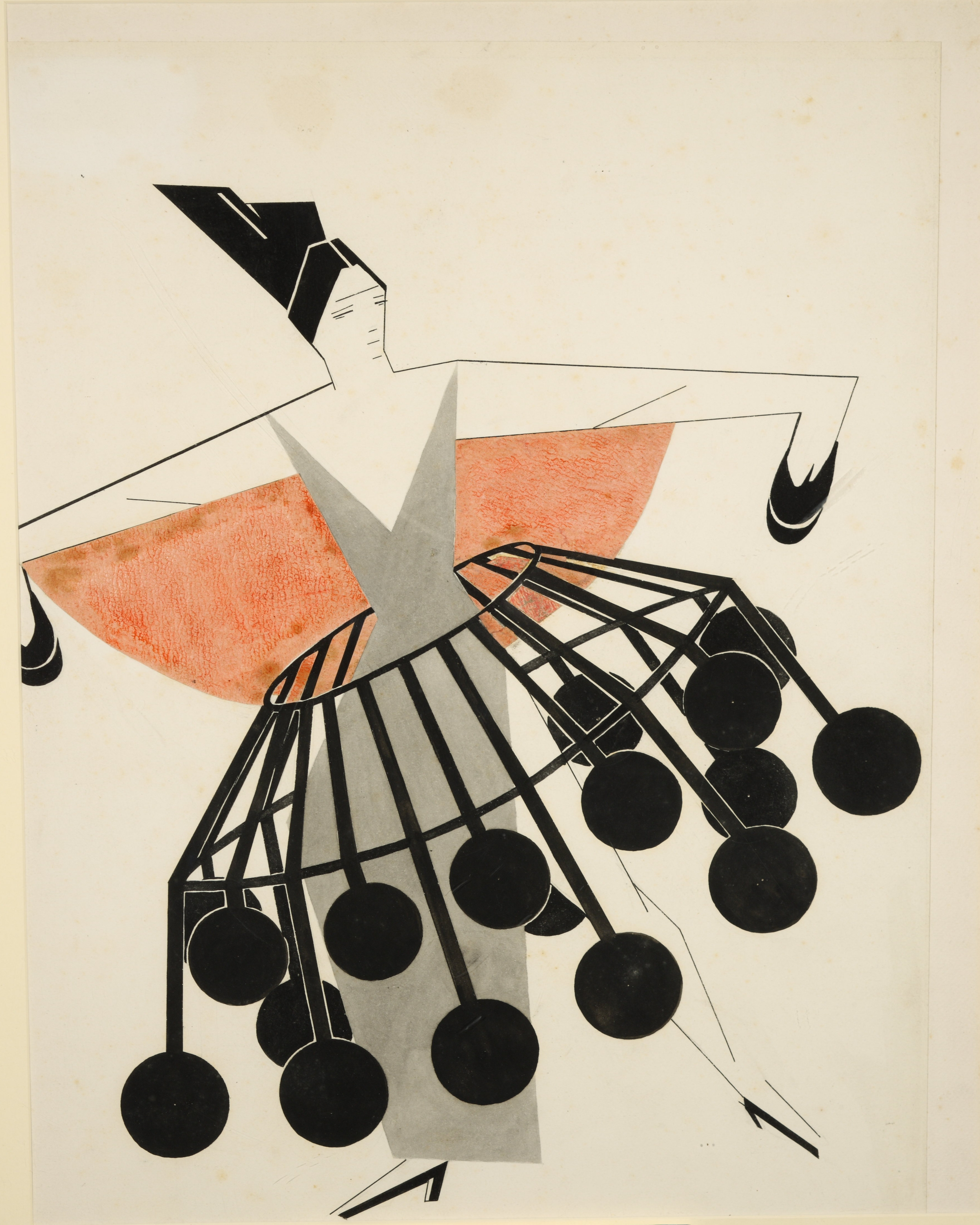
Boceto de Aleksandra Ekster. 1924. Colección Lobánov-Rostovsky.

Con su asimilación de muchos géneros diferentes sus ideas, esencialmente futuristas y cubistas, iba siempre en tándem con su atención al color y el ritmo. Ekster usa muchos elementos de composiciones geométricas, que refuerza las intenciones principales de sinamismo, contrastes vibrantes y toques de pincel libres. Ekster amplió las intenciones dinámicas de su trabajo por todos los medios. Las obras escénicas de Ekster como las esculturas, el diseño de vestuario y de decorados, así como decoraciones para los festivales revolucionarios, reflejan fuertemente su obra con elementos geométricos e intenciones vibrantes. A través de su vestuario experimentó con la transparencia, el movimiento y lo vibrante de los tejidos. El movimiento de sus pinceladas es paralelo al de los movimientos de las telas en sus diseños de vestuario. Los escenarios teatrales de Ekster usaron dimensiones polícromas y experimentó con estructuras espaciales. Continuó con estas tendencias experimentales en sus posteriores diseños para marionetas. Con su experimentación en diferentes medios, Ekster empezó a asumir el concepto de su diseño de vestuario e integrarla en la vida cotidiana. En 1921 comenzó de obra de Ekster en diseño de moda. A través de su producción masiva, consiguió diseños ponibles; la mayor parte de su diseño de moda era altamente decorativa e innovadora, usualmente fracasando bajo la categoría de alta costura.
En 1923, continuó su obra en muchos medios además de colaboración con Vera Mújina y Borís Gladkov en Moscú sobre la decoración de los pabellones de la Exposición Panrusa de la agricultura y artesanía.

### Emigración
En 1924, Aleksandra Ekster y su esposo emigraron a Francia y se asentaron en París, donde ella inicialmente se convirtió en profesora en la Academie Moderne. Desde 1926 hasta 1930, Ekster fue profesora en la Académie d'Art Contemporain de Fernand Léger. En 1933, comenzó a crear manuscritos iluminados originales y hermosos (gouache sobre papel), quizás las obras más importantes de la última fase de su vida. El manuscrito "Callimaque" (h. 1939, el texto era una traducción francesa de un himno del poeta helenístico Calímaco) es ampliamente considerada su obra maestra. En 1936, participó en la exposición Cubismo y Arte abstracto en Nueva York y tuvo exposición individual en Praga y en París. Fue ilustradora de libros para la editorial Flammarion en París desde 1936 hasta su muerte en el suburbio parisino de Fontenay-aux-Roses. Durante las últimas décadas su reputación se ha incrementado marcadamente, como los precios de sus obras. En consecuencia, han aparecido varias falsificaciones en el mercado, en años recientes.